# Unix International
Unix International (UI) foi uma associação criada em 1988 para promover padrões abertos, especialmente o sistema operacional Unix. Os seus membros mais conhecidos eram a AT&T e a Sun Microsystems. A UI foi criada para contrabalançar a organização Open Software Foundation (OSF), que por sua vez foi criada em resposta à parceria que a AT&T e Sun formaram na época para o desenvolvimento do UNIX System V versão 4. A UI e a OSF representavam os dois lados das "guerras do Unix", que ocorreram entre o final da década de 1980 e meados da década de 90.
Em maio de 1993, os principais membros da UI e OSF anunciaram a iniciativa Common Open Software Environment (COSE). Em março de 1994 a UI se juntou com a OSF para formar uma "nova OSF", que por sua vez se fundiu com a X/Open em 1996, formando o consórcio The Open Group.